# 문니 바드남 후이
"문니 바드남 후이"(Munni Badnaam Hui, 힌디어: मुन्नी बदनाम हुई)는 인도의 영화 《다방》(Dabangg)의 노래로 말라이카 아로라 칸을 중심으로 소누 수드(Sonu Sood), 살만 칸이 출연했다. 노래는 맘타 샤르마(Mamta Sharma)와 아이슈와라 니감(Aishwarya Nigam)이 불렀고, 랄릿 판디트(Lalit Pandit)가 작곡했다. 이 노래를 통해 2011년 56회 필름페어상에서 맘타 샤르마는 '필름페어상 최우수 영화음악 여자 가수상'을 수상했고, Sajid-Wajid와 랄릿 판디트는 '필름페어상 최우수 음악 감독상'을 수상했다.

## 수상
| 시상식              | 부문                                 | 수상자                       | 결과 | 출처        |
| ------------------- | ------------------------------------ | ---------------------------- | ---- | ----------- |
| 제3회 미르치 음악상 | 올해의 음악                          | -                            | 수상 | [ 1 ] [ 2 ] |
| 제3회 미르치 음악상 | 올해의 여성 보컬리스트               | 맘타 샤르마, 아이슈와라 니감 | 수상 | [ 1 ] [ 2 ] |
| 제3회 미르치 음악상 | 올해의 음악 작곡가                   | 랄릿 판디트                  | 후보 | [ 1 ] [ 2 ] |
| 제3회 미르치 음악상 | Upcoming Female Vocalist of The Year | 맘타 샤르마                  | 수상 | [ 1 ] [ 2 ] |
| 제3회 미르치 음악상 | 올해의 최고의 아이템송               | -                            | 수상 | [ 1 ] [ 2 ] |
| 제3회 미르치 음악상 | 최고의 녹음                          | 아바니 탄티                  | 후보 | [ 1 ] [ 2 ] |